# Miraí
Miraí é um município brasileiro do estado de Minas Gerais. Sua população em julho de 2017 foi estimada em 14 946 habitantes. O território municipal está localizado numa região que tem acessos facilitados pela presença da rodovia Rio-Bahia.

## História
Arraial do Brejo foi seu primeiro nome. O primeiro núcleo populacional iniciou-se no ano de 1853, nas margens do Rio Muriaé, onde hoje está localizada a cidade e suas muitas tradições.
A região era, segundo o historiador Sérgio Antônio de Paula Almeida, habitada por comunidades indígenas, da etnia dos Puri. Por volta de 1840, atraídos pela fertilidade do solo, os primeiros colonos e desbravadores da região aportaram às margens do Ribeirão Fubá - afluente do rio Muriaé. Encontraram terra e água boa. A notícia logo se espalhou. Em pouco mais de uma década, novos sitiantes, pouco a pouco chegaram à região, que havia se tornado um manancial de esperanças. Os novos ocupantes do território, onde viria se formar o primeiro núcleo administrativo do Arraial, seguiram o curso da dispersão populacional do início do século em questão (século XIX). Segundo a historiadora Márcia Amantino, eram provenientes das áreas de economia em declínio, como a região das Minas de ouro, ou da região Fluminense, devido o empobrecimento do solo e o declínio da produção cafeeira. A consequência foi uma lenta, porém contínua onda migratória para regiões com novas oportunidades, que havia se iniciado no último quarto do século XVIII. Esse movimento permitiu, após estabelecimento dos sitiantes, que trouxeram suas famílias e bens, entre eles escravos, o florescimento de uma das regiões com setor agropecuário mais desenvolvido da região da Zona da Mata Mineira.

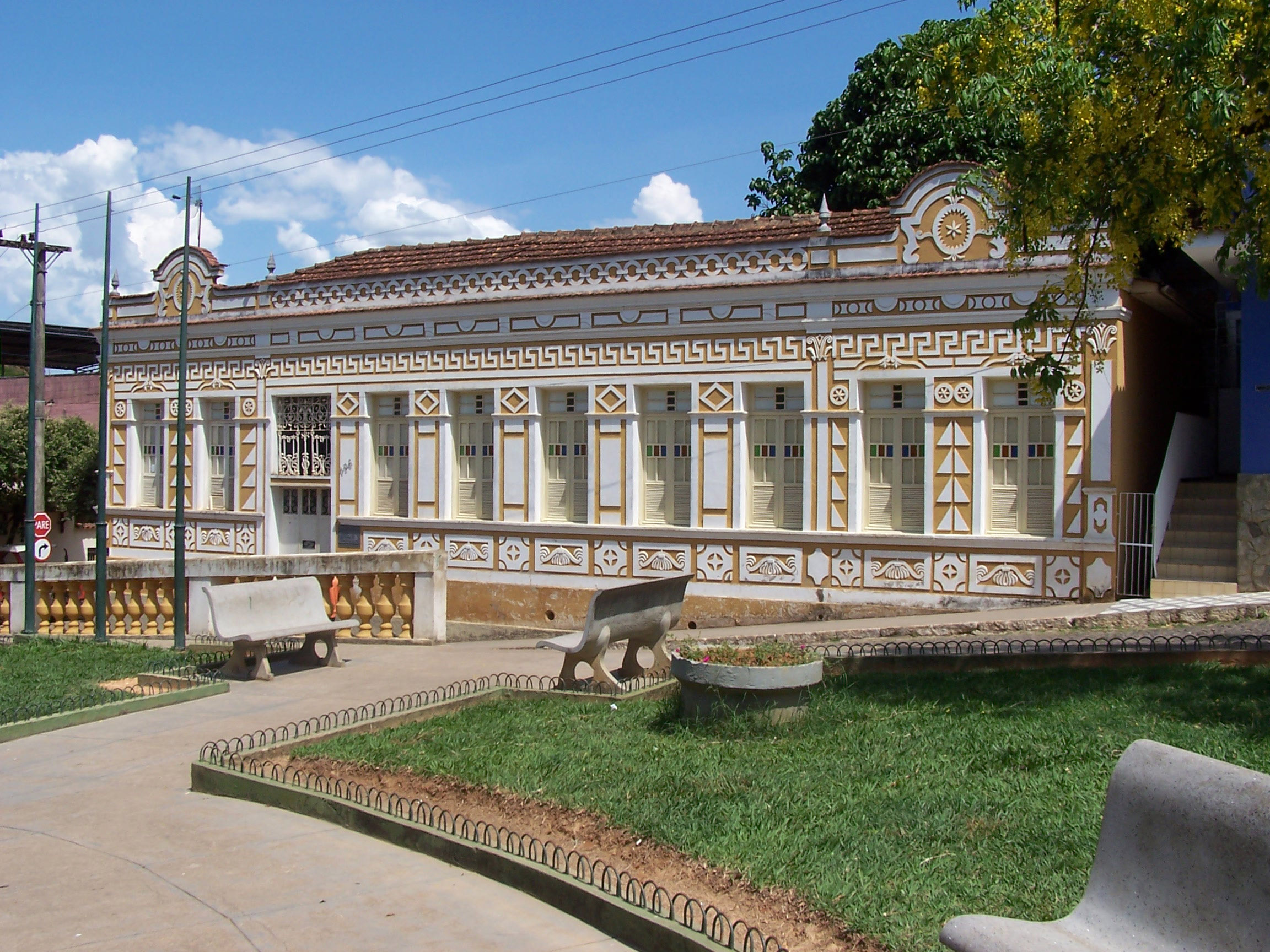
Prefeitura de Miraí.

No ano de 1852, um grupo de 53 pessoas adquiriu de Salustiano José Fernandes e, sua mulher, Maria Porcina do Amor Divino, parte das terras da Fazenda das Três Barras. O patrimônio de terras adquirido foi dedicado ao oráculo de Santo Antônio de Pádua, conforme as tradições da época. Assim, no ano de 1853, erigiu-se a primeira Capela, impulsionando o surgimento do núcleo administrativo do Arraial. Em pouco menos de uma década, haviam mais de 25 fogos (moradias) no entorno do Largo da Igreja.
O Arraial tornou-se Distrito de Paz, pela Lei Provincial número 998 de 27 de junho de 1859, com o nome de Santo Antônio do Muriahé, pertencendo à Vila de Leopoldina. No ano de 1865, por força da Lei 1.263, de 19 de dezembro de 1865, incorporou-se à São Paulo do Muriahé, posteriormente tendo sido incorporado pelo território de Ubá, no ano de 1871. No ano de 1872, o Distrito foi elevado à categoria de Freguesia, através dos esforços do senhor João Evangelista de Resende, que, anteriormente em 1866, havia apresentado na então Capital da Província de Minas Gerais, Ouro Preto, foto da esplendorosa Capela, o mais alto e opulento Templo da região, justificando o crescimento e estruturação urbana da localidade. Pela Lei da Assembleia mineira n.º 2.180, de 25 de novembro de 1875, foi incorporado pelo território da Vila de Cataguazes. Em 1883, pelo Decreto 3.171 de 18 de outubro de 1883, a Freguesia passou a denominar-se Santo Antônio do Camapuã, em referência ao monte que existe na localidade, entretanto o nome não se firmou. No ano de 1895, a Freguesia passaria a ser cortada pelo ramal férreo da Estrada de Ferro Cataguazes, de propriedade da The Leopoldina Railway Company Ltd, London (Estrada de Ferro Leopoldina). A chegada da linha férrea impulsionou sobremaneira o desenvolvimento socioeconômico do lugar, transportando passageiros à Sede administrativa (Cataguazes) e futuramente escoaria toda a produção cafeeira - que chegou a 500.000 arrobas nas primeiras décadas do século XX - e agrícola da região
Pela Lei Municipal 168, de 15 de abril de 1903, em decorrência da denominação da Ramal ferroviária local, a localidade passou a se chamar Mirahy, que significa "terra molhada", "brejo". O município foi criado em 7 de setembro de 1923, pela Lei Estadual nº 843, de 7 de setembro de 1923, desmembrado de Cataguazes.
A cidade apresenta como atrativos naturais inúmeras cachoeiras, que constituem opções propícias ao lazer. Além das belezas naturais, possui eventos culturais, onde atualmente se destaca o carnaval, sendo considerado um dos melhores da região da Zona da Mata Mineira.

## Geografia
Miraí tem Área Territorial de 320,695 km², com população residente de 13.633 pessoas (segundo censo de 2022), configurando uma densidade demográfica de 42,51 hab/km². Em 2010, 98,2% da população entre 6 e 14 anos era escolarizada. O IDHM (Índice de desenvolvimento humano municipal) da cidade era de 0,680 em 2010.
A cidade teve, em 2022, índice de mortalidade infantil de 8,13 óbitos por mil nascidos vivos. Em 2023, teve um total de receitas brutas realizadas de R$ 67.5 milhões, e de despesas brutas empenhadas de R$ 68.6 milhões. Em 2021, o PIB per capita foi de R$ 21.973,7.

### Hidrografia
Os principais rios são o rio Fubá e o rio Muriaé, que pertencem à bacia do rio Paraíba do Sul.
Em janeiro de 2007, o município foi vítima de uma enchente de grandes proporções após o rompimento da barragem da mineradora Rio Pomba Cataguases, pertencente ao Grupo Química, de Cataguases. Mais de dois bilhões de litros de água misturada a lama e resíduos químicos utilizados no beneficiamento da bauxita, após destruírem quase toda a cidade de Miraí, invadiram o Rio Muriaé e, assim, destruíram diversas cidades da região (Muriaé, Patrocínio do Muriaé etc) e do norte do Estado do Rio de Janeiro (Itaperuna, Laje do Muriaé, Italva etc).
Este foi o segundo acidente ocorrido na região sob responsabilidade da mineradora. Os danos ao meio ambiente foram incalculáveis.

## Atrações culturais
Diversos eventos ocorrem em Miraí durante o ano, dentre os quais se destacam o Carnaval, o Encontro Nacional de Motociclistas e o Festival de Samba e Petiscos.
O Carnaval de Miraí é considerado pela mídia regional como um dos mais animados da Zona da Mata Mineira. Sendo realizado na Praça Dr. Miguel Pereira a mais de 20 anos, além dos shows e DJs, são realizados desfiles dos blocos Exttravasa, Fuzaca, Aspirantes da Alegria, Gambá, Jacaré, Vira Vira, Javedangos e Tucano.
O Encontro Nacional de Motociclistas é um evento que já faz parte do calendário miraiense a mais de uma década. No ano de 2015 será realizado sua 14ª edição. Na última edição do evento estiveram presentes cerca de 1.500 pessoas, vindos de diversas regiões do Brasil, principalmente de Minas, Rio de Janeiro e Espírito Santo, mas também de vários outros Estados.
O Festival de Samba e Petiscos é um evento que mescla um concurso de sambas originais com apresentações de grupos e artistas consagrados. Já estiveram presentes músicos como Benito di Paula, Mart'nália, Sandra Portela, os grupos Demônios da Garoa, Monobloco, Casuarina entre outros. No concurso de sambas participaram intérpretes e compositores premiados em diversos festivais e/ou com um trabalho independente amplamente divulgado, como Gabi Buarque, Zé Alexandre (um dos parceiros de Oswaldo Montenegro), Valéria Pisauro, entre outros. A cidade foi imortalizada por uma música de Ataulfo Alves, intitulada "Meus Tempos de Criança", onde diz que era feliz e não sabia, no seu pequeno Miraí.

## Miraienses ilustres
- Adonias Fonseca
- Alberto Montalvão
- Ataulfo Alves